# Разложение на ручки

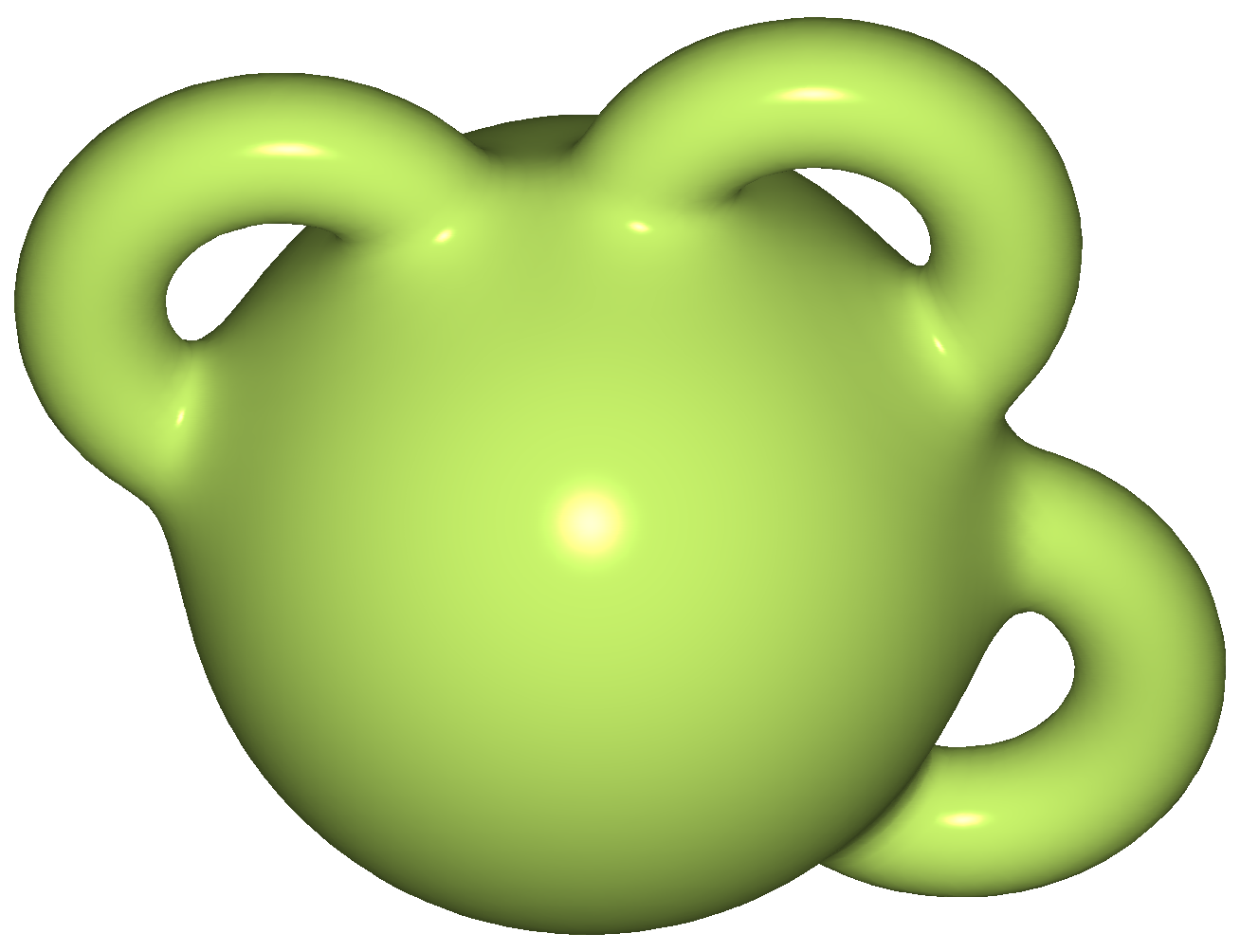
Трёхмерный шар с тремя присоединёнными ручками.

Разложение на ручки m-многообразия M — это фильтрация
{\displaystyle \emptyset =M_{-1}\subset M_{0}\subset M_{1}\subset M_{2}\subset \dots \subset M_{m-1}\subset M_{m}=M}
где каждое {\displaystyle M_{i}} получается из {\displaystyle M_{i-1}} путём присоединения {\displaystyle i}-ручек. Разложение на ручки для многообразия соответствует CW-разбиению в топологическом пространстве — разложение на ручки позволяет нам использовать методы исследования CW-комплексов, адаптированные к миру гладких многообразий. Таким образом, i-ручка является гладким аналогом i-ячейки. Разложения многообразий на ручки возникают из теории Морса. Модификация структур ручек тесно связана с теорией Серфа.

## Предпосылки
Рассмотрим стандартное CW-разбиение n-сферы с одной нулевой ячейкой и одной n-ячейкой. С точки зрения гладких многообразий оно является вырожденным разбиением сферы, так как нет естественного способа увидеть гладкую структуру {\displaystyle S^{n}} с помощью этого разбиения, в частности, гладкая структура вблизи 0-ячейки зависит от поведения характеристического отображения {\displaystyle \chi :D^{n}\to S^{n}} в окрестности {\displaystyle S^{n-1}}.
Проблема с CW-разложениями заключается в том, что присоединяемые отображения для ячеек не живут в мире гладких отображений между многообразиями. Изначальная идея для исправления этого дефекта — теорема о трубчатой окрестности. Если задана точка p на многообразии M, её замкнутая трубчатая окрестность {\displaystyle N_{p}} диффеоморфна {\displaystyle D^{m}}. Таким образом, мы получаем разбиение M на несвязное объединение {\displaystyle N_{p}} и {\displaystyle M\setminus \operatorname {int} (N_{p})}, склеенное по их общей границе. Главный вопрос здесь, является ли это склеивающее отображение диффеоморфизмом. Возьмём гладкую кривую вложенную в {\displaystyle M\setminus \operatorname {int} (N_{p})}, её трубчатая окрестность диффеоморфна {\displaystyle I\times D^{m-1}}. Это позволяет записать {\displaystyle M} как объединение трёх многообразий, склеенных вдоль частей их границ:
1. {\displaystyle D^{m}}
2. {\displaystyle I\times D^{m-1}}
3. дополнение открытой трубчатой окрестности кривой в {\displaystyle M\setminus \operatorname {int} (N_{p})}.

Заметим, что все склеиваемые отображения являются гладкими, в частности, когда мы склеиваем {\displaystyle I\times D^{m-1}} с {\displaystyle D^{m}}, отношение эквивалентности образуется путём вложения {\displaystyle (\partial I)\times D^{m-1}} в {\displaystyle \partial D^{m}}, которое является гладким по теореме о трубчатой окрестности.
Разложения на ручки ввёл Стивен Смейл. В оригинальной формулировке процесс присоединения j-ручки к m-многообразию M  предполагает, что осуществляется вложение {\displaystyle f:S^{j-1}\times D^{m-j}} в {\displaystyle \partial M}. Пусть {\displaystyle H^{j}=D^{j}\times D^{m-j}}. Многообразие {\displaystyle M\cup _{f}H^{j}} (другими словами,  объединение M с j-ручкой вдоль f ) соответствует несвязному объединению {\displaystyle M} и {\displaystyle H^{j}} с отождествлением {\displaystyle S^{j-1}\times D^{m-j}} с его образом в {\displaystyle \partial M}, то есть:
{\displaystyle M\cup _{f}H^{j}=\left(M\sqcup (D^{j}\times D^{m-j})\right)/\sim }
где отношение эквивалентности {\displaystyle \sim } задаётся как {\displaystyle (p,x)\sim f(p,x)} для всех {\displaystyle (p,x)\in S^{j-1}\times D^{m-j}\subset D^{j}\times D^{m-j}}.
Говорят, что многообразие N получается из M присоединением j-ручек, если объединение M с конечным числом j-ручек диффеоморфно N. Тогда разложение на ручки многообразия {\displaystyle M} определяется как постепенное присоединение к пустому множеству ручек, так чтобы в конечном счёте получилось {\displaystyle M} . Таким образом, многообразие имеет разложение на ручки только с 0-ручками, если оно диффеоморфно несвязному объединению шаров. Связное многообразие, содержащее ручки только двух типов (то есть 0-ручки и j-ручки для некоторого фиксированного j) называется телом с ручками.

## Терминология
Возьмём объединение M с j-ручкой {\displaystyle H^{j}}:
{\displaystyle M\cup _{f}H^{j}=\left(M\sqcup (D^{j}\times D^{m-j})\right)/\sim }
{\displaystyle f(S^{j-1}\times \{0\})\subset M} называется приклеивающей сферой (или подошвенной сферой).
{\displaystyle f} иногда называется оснащением приклеивающей сферы, поскольку оно даёт тривиализацию его нормального расслоения.
{\displaystyle \{0\}^{j}\times S^{m-j-1}\subset D^{j}\times D^{m-j}=H^{j}} является опоясывающей сферой ручки {\displaystyle H^{j}} в {\displaystyle M\cup _{f}H^{j}}.
Многообразие, полученное присоединением {\displaystyle g} копий {\displaystyle k}-ручек к диску {\displaystyle D^{m}}, является  (m, k)-телом с ручками рода g .

## Представления кобордизмов
Представление кобордизма ручками состоит из кобордизма W где {\displaystyle \partial W=M_{0}\cup M_{1}} и фильтрации
{\displaystyle W_{-1}\subset W_{0}\subset W_{1}\subset \cdots \subset W_{m+1}=W}
где {\displaystyle M_{0}} и {\displaystyle M_{1}} являются {\displaystyle m}-мерными многообразиями, {\displaystyle W}— {\displaystyle m+1}-мерным, {\displaystyle W_{-1}} диффеоморфно {\displaystyle M_{0}\times [0,1]}, а {\displaystyle W_{i}} получается из {\displaystyle W_{i-1}} путём присоединения i-ручек. Поскольку разложения на ручки являются для многообразий аналогом разложений на ячейки топологических пространств, представления кобордизмов ручками для многообразий с границами являются аналогом относительных разложений ячеек пар пространств.

## С точки зрения теории Морса
Если задана функция Морса {\displaystyle f:M\to \mathbb {R} } на компактном многообразии M без края, таком что критические точки {\displaystyle \{p_{1},\ldots ,p_{k}\}\subset M} функции {\displaystyle f} удовлетворяют {\displaystyle f(p_{1})<f(p_{2})<\cdots <f(p_{k})} и выполняется
{\displaystyle t_{0}<f(p_{1})<t_{1}<f(p_{2})<\cdots <t_{k-1}<f(p_{k})<t_{k}},
тогда для всех j {\displaystyle f^{-1}[t_{j-1},t_{j}]} диффеоморфно {\displaystyle (f^{-1}(t_{j-1})\times [0,1])\cup H^{I(j)}}, где {\displaystyle I(j)} — индекс критической точки {\displaystyle p_{j}}. Индекс {\displaystyle I(j)} соответствует размерности максимального подпространства касательного пространства {\displaystyle T_{p_{j}}M}, где гессиан отрицательно определён.
Если индексы удовлетворяют неравенству {\displaystyle I(1)\leqslant I(2)\leqslant \cdots \leqslant I(k)}, то получается разложение на ручки многообразия M. Более того, любое многообразие имеет такую функцию Морса, так что они имеют разложения на ручки. Похожим образом, если задан кобордизм {\displaystyle W} с {\displaystyle \partial W=M_{0}\cup M_{1}} и функция {\displaystyle f:W\to \mathbb {R} }, которая является функцией Морса на внутренности, постоянна на границе и удовлетворяет свойству увеличения индекса, существует порождённое представление ручек кобордизма W.
Если {\displaystyle f} — функция Морса {\displaystyle M}, {\displaystyle -f} также является функцией Морса. Соответствующее разложение на ручки/представление кобордизма называется двойственным разложением.

## Некоторые главные теоремы и наблюдения
- Разбиение Хегора замкнутого ориентируемого 3-многообразия является разбиением 3-многообразия на объединение двух (3,1)-тел с ручками вдоль их общей границы, которое называется разбиением Хегора для поверхности. Разбиения Хегора возникают для 3-многообразий несколькими естественными путями. Если задано разложение 3-многообразия на ручки , объединение 0- и 1-ручек является (3,1)-телом с ручками и объединение 3- и 2-ручек также даёт (3,1)-тело с ручками (с точки зрения двойственного разбиения), то есть разбиение Хегора. Если 3-многообразие имеет триангуляцию T, существует порождённое разбиение Хегора, где первое (3,1)-тело с ручками — это регулярная окрестность 1-остова {\displaystyle T^{1}}, а другое (3,1)-тело с ручками — это регулярная окрестность двойственного 1-остова.
- Если присоединить две ручки в последовательности {\displaystyle (M\cup _{f}H^{i})\cup _{g}H^{j}}, можно изменить порядок присоединения, обеспечивая {\displaystyle j\leqslant i}, то есть это многообразие диффеоморфно многообразию вида {\displaystyle (M\cup H^{j})\cup H^{i}} для подходящих отображений присоединения.
- Граница {\displaystyle M\cup _{f}H^{j}} диффеоморфна {\displaystyle \partial M}, разрезанному вдоль оснащённой сферы {\displaystyle f}. Это основная связь между хирургией, ручками и функциями Морса.
- Как следствие, m-многообразие M является границей m+1-многообразия W тогда и только тогда, когда M может быть получено из {\displaystyle S^{m}} хирургией на наборе оснащённых зацеплений в {\displaystyle S^{m}}. Например, известно, что любое 3-многообразие является границей 4-многообразия (подобным же образом ориентированные спинорные 3-многообразия являются границей ориентированных и спинорных 4-многообразий соответственно) согласно работе Рене Тома о кобордизмах. Таким образом, любое 3-многообразие может быть получено хирургией на оснащённых зацеплениях на 3-сфере. В ориентированном случае принято сводить эти оснащённые зацепления к оснащённому вложению несвязного объединения окружностей.
- Теорема о h-кобордизме доказана путём упрощения разложений на ручки гладких многообразий.

### Основная литература
- Kosinksi A. Differential Manifolds. — Academic Press, 1992. — Т. 138. — (Pure and Applied Mathematics).
- Robert Gompf, Andras Stipsicz. 4-Manifolds and Kirby Calculus. — Providence, RI: American Mathematical Society, 1999. — Т. 20. — (Graduate Studies in Mathematics). — ISBN 0-8218-0994-6.